# Teresa Claramunt
Teresa Claramunt, född den 4 juni 1862, död den 11 april 1932, var en katalonsk spansk anarkist. 
Claramunt började i unga år arbeta som textilarbetare och 21 år gammal var hon med och organiserade en strejk som pågick i sju veckor år 1883 där arbetarna krävde åtta timmars arbetsdag. Hon grundade år 1884 en anarkistgrupp i Sabadell, influerad av Fernando Tarrida de Mármol.
Claramunt arresterades efter anarkistiska bombattentat år 1893 och 1896 och gick därefter i exil till Frankrike och England. Hon grundade tidskriften El Productor  (1901). Hon bidrog även till tidskrifterna La Tramuntana och La Revista Blanca. Hon arbetade även med tidningen El Rebelde åren 1907–1908. 